# 西蒙·布罗德金
西蒙·布罗德金（英語：Simon Brodkin，1977年9月29日—），英国喜剧演员，在单口相声巡演和喜剧电视。西蒙因扮演令人愉悦的痞子角色李·尼尔森（英語：Lee Nelson）而著称，他同时还扮演其他喜剧角色。自2004年独自表演单口相声以来，他曾为多档电视节目编剧，并亮相其中，包括2009年的《阿尔·穆雷的多重人格障碍》（Al Murray's Multiple Personality Disorder），2010年的《超级戏剧秀》（Lee Nelson's Well Good Show）和2013年《滑稽大众秀》（Lee Nelson's Well Funny People）。
布罗德金爱抢风头的习惯多次让他惹来官非。

## 早年
布罗德金就读于伦敦卡姆登区汉普斯特得大学学院学校。他在曼彻斯特大学学医，2001年取得医生资格。

## 演艺生涯
2006年，布罗德金在爱丁堡艺穗节上首次表演单口相声《西蒙·布罗德金：除了他自己的每个人》（Simon Brodkin: Everyone But Himself）。
按照他在单口相声中的惯例，布罗德金经常与观众互动，将自己的生活告诉给观众，问他们问题，然后用反映出他的世界观、他自己的无知或他的刻板反社会态度的答案作答。他的表演穿插着俚语。他曾在2013年扮演李·尼尔森一角参加南希尔兹补选。
布罗德金还扮演过其他甄选角色，包括一位带着默西塞德郡口音的愚蠢英超足球运动员。其他角色还包括低俗、不称职的鲍勃博士。
布罗德金是犹太人。2007年，一名观众气喘吁吁地说了一个被他们认为是反犹太人的玩笑话后，他表示：“这没什么，我是犹太人。我的亲戚就是因为那个笑话死掉的。”

## 评价
2009年，《卫报》的詹姆斯·凯图尔（James Kettle）评价尼尔森的单口相声角色时表示，相较于马特·卢卡斯的咄咄逼人的维奇·波拉德（Vicky Pollard）和凯瑟琳·塔特的劳伦·库珀（Lauren Cooper），布罗德金的展现方式有着“立体个性”，是一个“内心更加纯真，但愚蠢地完全缺乏自我意识的绅士”，而且在扮演‘痞子’时，“没人真正的喜欢西蒙·布罗德金”。

## 争议
2013年3月16日，布罗德金所扮演的杰森·本特（Jason Bent）跑到古迪逊公园球场，想跟即将在英超比赛中迎战埃弗顿的曼城队员一齐热身，最终因被控违反1991年足球刑法的侵占球场条例而被逮捕。该案在法庭审判时，法官同意撤销指控，判处布罗德金附条件警告六个月。
2014年，穿着一声明亮西装的布罗德金在卢顿机场混入英格兰国家足球队，但被警方带走。
2014年11月8日，Stereo Kicks在《X音素》上表演期间，布罗德金入侵舞台，假装和他们一块表演，最终在舞台助理的陪同下离开。
2015年格拉斯顿伯里音乐节上，布罗德金冲上舞台打断肯伊·威斯特的表演。他被保安及时带走。
2015年7月20日，布罗德金不请自来的出现在国际足联苏黎世总部的新闻发布会上。他走上主席台，朝国际足联主席塞普·布拉特扔出一叠假美钞，大喊：“这是为了2026年的朝鲜！”。布罗德金被会议的安保人员及时带走。这导致布拉特暂时推迟了新闻发布会。